# A magyar labdarúgó-válogatott mérkőzései 1916-ban
A magyar labdarúgó-válogatottnak 1916-ban négy mérkőzése volt, mind Ausztria ellen. A november 5-i mérkőzésen ünnepelték Schlosser Imre ötvenedik válogatottságát. A meccs botrányba fulladt, a 70. percben Max Seemann osztrák játékvezető nem adta meg Konrád II szabályos gólját. Schaffer Alfréd , ezért a játékvezető kiállította, sötétedés miatt nem is játszották végig a meccset.
Szövetségi kapitány: 
- Herczog Ede

## Eredmények
| 58. mérkőzés 1916. május 7. | Ausztria                    | 3 – 1             | Magyarország   | WAC-Platz, Bécs Nézőszám: 8 000 Játékvezető: Wilhelm Schmieger (AUT) |
| 58. mérkőzés 1916. május 7. | Bauer 62' 70' Studnicka 76' | (0 – 0) Részletek | Kertész II 58' | WAC-Platz, Bécs Nézőszám: 8 000 Játékvezető: Wilhelm Schmieger (AUT) |

| 59. mérkőzés 1916. június 4. | Magyarország               | 2 – 1             | Ausztria  | MTK-pálya, Budapest Nézőszám: 16 000 Játékvezető: Oláh Aladár (HUN) |
| 59. mérkőzés 1916. június 4. | Schaffer 11' Schlosser 25' | (2 – 1) Részletek | Bauer 27' | MTK-pálya, Budapest Nézőszám: 16 000 Játékvezető: Oláh Aladár (HUN) |

| 60. mérkőzés 1916. október 1. | Magyarország                | 2 – 3             | Ausztria                   | FTC-pálya, Budapest Nézőszám: 16 000 Játékvezető: Vértes Imre (HUN) |
| 60. mérkőzés 1916. október 1. | Tóth-Potya 21' Schaffer 71' | (1 – 3) Részletek | Bauer 2' 30' Grundwald 15' | FTC-pálya, Budapest Nézőszám: 16 000 Játékvezető: Vértes Imre (HUN) |

| 61. mérkőzés 1916. november 5. | Ausztria                | 3 – 3             | Magyarország                                 | WAC-Platz, Bécs Nézőszám: 9 000 Játékvezető: Max Seemann (AUT) |
| 61. mérkőzés 1916. november 5. | Bauer 17' 52' Kraus 25' | (2 – 2) Részletek | Schlosser 33' Konrád II 45' Schaffer 56' 67′ | WAC-Platz, Bécs Nézőszám: 9 000 Játékvezető: Max Seemann (AUT) |

## Lásd még
- A magyar labdarúgó-válogatott mérkőzései (1902–1929)
- A magyar labdarúgó-válogatott mérkőzései országonként